# 溫徹斯特1907型半自動步槍
溫徹斯特1907型是由美國槍械設計師托馬斯·克羅斯利·約翰遜設計的一種半自動步槍，它在1906年到1958年期間由溫徹斯特連發武器公司生產。該槍發射溫徹斯特公司的.351英吋口徑子彈，這種彈藥的槍口動能大約等於從步槍發射出去的.357麥格農彈。除了半自動射擊之外，它還採用5或10發的可拆式彈匣供彈，是較早期的半自動步槍之一。该步枪在美国获得一系列专利。

## 一戰期間的訂單

### 法國
法國政府最初於1915年10月訂購了300支溫徹斯特1907型步槍，但在不久之後他們又再購入2500多支。在1917年之前，購入的彈藥已超過150萬發。根據出廠記錄，這些步槍被改裝成自動步槍，並配備李-海軍型步槍的刺刀。這些步槍被命名為溫徹斯特1907/17型，並以15或20發的彈匣供彈，射速約為每分鐘600—700發。

### 英國
根據溫徹斯特公司於1916年11月1日的內部報告，英國倫敦兵工廠於1914年12月到1916年4月期間把120支溫徹斯特1907型步槍及78,000發彈藥送往英國皇家飛行軍團並提供給作戰人員使用。

### 俄罗斯帝国
根據溫徹斯特公司的紀錄，俄羅斯帝國曾於1916年5月透過J.P.摩根公司購入了500支溫徹斯特1907型步槍和150萬發子彈。

### 美国
根據出廠記錄，美國陸軍通信兵航空服務的第一航空中隊收到了19支溫徹斯特1907型步槍及9000發子彈。

## 執法部門的採用
溫徹斯特1907型曾是美國境內最流行的執法部門用武器之一。特別在1930年代，為了應付日益增加的犯罪，美國警察急需提高他們的火力。

## 流行文化

### 電子遊戲
- 應徵入伍

## 外部連結
- The Vintage Semi-Automatic Sporting Rifles Forum - Winchester Model 1907 （页面存档备份，存于）